# آرکادی بوغوسیان
آرکادی بوغوسیان (ارمنی: Արկադի Պողոսյան؛ انگلیسی: Arkadi Boghosian زاده ۱۹۳۲) دوبلور و صداگذار ارمنی‌تبار اهل ایران است.

## زندگی‌نامه
بوغوسیان در سال ۱۹۳۲ میلادی (۱۳۱۱ خورشیدی) در ارومیه زاده شد. از سال ۱۹۵۳ (۱۳۳۲) با تأسیس «عکاسی سایه» فعالیت‌های هنری اش را آغاز کرد. عمده فعالیت سینمایی بوغوسیان در زمینه صداگذاری و دوبله بود در سال ۱۹۶۶ (۱۳۴۵) «استودیو دوبلاژ آوازه» را تأسیس کرد که اولین استودیوی دوبله شانزده میلی‌متری محسوب می‌شود. به‌طور عمده برنامه پخش تلویزیون ثابت پاسال را تأمین می‌کرد در سال ۱۹۷۰ (۱۳۴۹) استودیوی شخصی خود به نام تلویزیون فیلم تأسیس کرد و به همکاری با تلویزیون ثابت پاسال و سپس تلویزیون ملی ایران در زمینه دوبله و صداگذاری فیلم‌ها و مجموعه‌های خانه کوچک، مزرعهٔ چاپارل کارتون‌های تن‌تن و دکتر بن کیسی از آن جمله‌اند. بغوسیان به عنوان یکی از همکاران گروه صدا در «استودیو فیلمکار» با روبیک منصوری همراه بود که پس از مرگ منصوری فعالیت در این زمینه ادامه دارد. سال‌ها نیز نمایندگی پخش فیلم‌های کمپانی پارامونت، و ورلد ویژن آمریکا، و آی‌تی‌سی انگلستان را برعهده داشت.  وی در لوس آنجلس، کالیفرنیا سکونت دارد.

## دوبلاژ و صداگذاری در سریال‌ها و فیلم‌های خارجی
- خانه کوچک
- چاپارل
- پلنگ صورتی
- تن‌تن
- دکتر کیلدر
- دکتر بن کیسی
- وضع اضطراری

## مقام صداگذاری در سینمای ایران
- بایکوت ۱۹۸۵ (۱۳۶۴)
- عروسی خوبان ۱۹۸۸ (۱۳۶۷)
- دو چشم بی‌سو ۱۹۸۳ (۱۳۶۲)
- تکیه بر باد ۱۹۹۹ (۱۳۷۸)
- شور عشق ۲۰۰۰ (۱۳۷۹)
- شب بارانی
- رقص شیطان
- دوستان ۱۹۹۹ (۱۳۷۸)